# Joan Busquets
Joan Busquets Grau (El Prat de Llobregat, Barcelona, 1946) es un arquitecto español titulado por la Universidad Politécnica de Cataluña en 1969 y doctorado en la misma en 1975, en la cual ocupa actualmente la cátedra de urbanismo; también es catedrático de la Graduate School of Design de la Universidad de Harvard desde 2002, y profesor invitado y consultor en universidades de diversos países. 
Dirige el estudio BAU (en catalán: B. Arquitectura i Urbanisme), en la calle Duquesa d'Orleans de Barcelona.
Su obra abarca tanto la arquitectura como el urbanismo y la rehabilitación, además de haber escrito varios libros y artículos. Tiene un destacado prestigio internacional como urbanista, habiendo abordado planeamientos como el "Plan especial de rehabilitación de la antigua ciudad de Toledo" (España, 1995), el "Plan del centro de Amersfoort" (Holanda, 1997-2000), el "Plan de Trento" (Italia, 2000-2001) y el "Plan general de Coruña" (España, 2008-2010). Entre 1983 y 1989, además, fue coordinador de urbanismo de Barcelona.

## Publicaciones destacadas
- 1992: Barcelona: Evolución urbanística de una ciudad compacta, ISBN 978-8476284582
- 1994: Barcelona, ISBN 978-8471005366
- 1999: La urbanización marginal, ISBN 978-8483013250
- 2008: Ciutat Vella de Barcelona: Un Passat amb futur, ISBN  978-8476095669

## Premios y menciones
- Premio Erasmus 2011.
- Premio Nacional de Urbanismo 1981.
- Premio Nacional de Urbanismo 1985.
- Premio Fundación Toledo 1996.
- Premio Europeo Gubbio 2000.
- Premio Omgevingsarchitectuurprijs (Holanda) 2000.
- Premio ICSC 2001.
- Premio especial Trophées 2005 de l'Aménagement Urbain (Échirolles) 2005.